# La Part des choses (film)
Pour les articles homonymes, voir La Part des choses.
Pour plus de détails, voir Fiche technique et Distribution.
La Part des choses est un moyen métrage français réalisé par Julien Donada et sorti en 1998.

## Synopsis
Ce film raconte l'histoire de Judith, une femme d'une trentaine d'années qui revient à Antibes  pour revoir Henri, un homme qu'elle a aimé passionnément et quitté brusquement deux ans plus tôt. Ce retour ne se passe pas comme prévu. Mais qu'avait-elle prévu ?

## Fiche technique
- Titre : La Part des choses
- Réalisation : Julien Donada
- Scénario : Julien Donada
- Producteur : Nicolas Brevière
- Image : Sylvia Calle
- Format : couleur - moyen métrage
- Sociétés de production : Centre National de la Cinématographie (CNC), Images Plus et    Local Films
- Date de sortie : 1998
- Pays :  France
- Durée : 43 minutes

## Distribution
- Jean-Jacques Benhamou
- Camille Japy
- Aurélia Petit